# Araneus xianfengensis
Araneus xianfengensis är en spindelart som beskrevs av Song och Zhu 1992. Araneus xianfengensis ingår i släktet Araneus och familjen hjulspindlar. Inga underarter finns listade i Catalogue of Life.